# Lachapelle (Somme)
Lachapelle település Franciaországban, Somme megyében. Lakosainak száma 89 fő (2022. január 1.). Lachapelle Éplessier, Équennes-Éramecourt, Poix-de-Picardie és Saulchoy-sous-Poix községekkel határos.

## Népesség
A település népességének változása:
| Lakosok száma | 70   | 76   | 83   | 85   | 88   | 91   | 92   | 90   | 89   |
|               | 2013 | 2015 | 2016 | 2017 | 2018 | 2019 | 2020 | 2021 | 2022 |